# Mammea novoguineensis
Mammea novoguineensis är en tvåhjärtbladig växtart som först beskrevs av Kanehira och Hatusima, och fick sitt nu gällande namn av André Joseph Guillaume Henri Kostermans. Mammea novoguineensis ingår i släktet Mammea och familjen Calophyllaceae. Inga underarter finns listade i Catalogue of Life.